# Eunotela grisellana
Eunotela grisellana är en fjärilsart som beskrevs av William Schaus 1937. Eunotela grisellana ingår i släktet Eunotela och familjen tandspinnare. Inga underarter finns listade i Catalogue of Life.